# Adam i Steve
Adam i Steve (Adam & Steve) – amerykańska komedia romantyczna w reżyserii Darrena Steina i Craiga Chestera z 2005 r. Tytułowi bohaterzy zakochują się w sobie.

## Główne role
- Malcolm Gets – Steve Hicks
- Cary Curran – Cary/Cherry Dazzle
- Craig Chester – Adam Bernstein
- Parker Posey – Rhonda
- Noah Segan – Twink
- Sally Kirkland – Mary
- Kent Fuher
- Mario Diaz – Orlando
- Lisa Frederickson – Fiona
- Michael Panes – Lou